# Meziboří
Meziboří là một thị trấn thuộc huyện Most, vùng Ústecký, Cộng hòa Séc.